# Karang Malang (Masaran)
Karang Malang is een bestuurslaag in het regentschap Sragen van de provincie Midden-Java, Indonesië. Karang Malang telt 4331 inwoners (volkstelling 2010).